# Урочище Кривиця
Криви́ця — ботанічний заказник місцевого значення. Розташований поблизу села Королівка Чортківського району Тернопільської області, у кв. 69, вид. 16 Борщівського лісництва Чортківського держлісгоспу, в межах лісового урочища «Королівська стінка».
Площа — 5 га. Створений відповідно до рішення Тернопільської обласної ради від 18 березня 1994 року. Перебуває у віданні Тернопільського обласного управління лісового господарства.
Під охороною — степова рослинність, типова для західного лісостепу. Місце оселення корисної ентомофауни.